# Heyrovsky (kráter)
Heyrovsky je malý měsíční impaktní kráter nacházející na odvrácené straně Měsíce. Má průměr 16 km , pojmenován je podle českého chemika a zakladatele polarografie Jaroslava Heyrovského.
Heyrovsky leží těsně za západním okrajem přivrácené strany (z pohledu ze Země). Když dovolí podmínky (librace, sluneční svit), je možné jej spatřit i ze Země. Je však vidět pod nízkým úhlem, tudíž nelze pozorovat detaily. Heyrovsky leží západo-jihozápadně od většího kráteru Drude v pohoří Montes Cordillera a byl původně jeho satelitním kráterem s názvem Drude S.